# Doris Schretzmayer
Doris Schretzmayer (Tulln an der Donau, 31 de mayo de 1972) es una actriz austriaca. Es conocida por su papel en la serie de televisión Los misterios de Mondsee ( Die Neue - Eine Frau mit Kaliber )  y en la película Gruber geht.

## Biografía

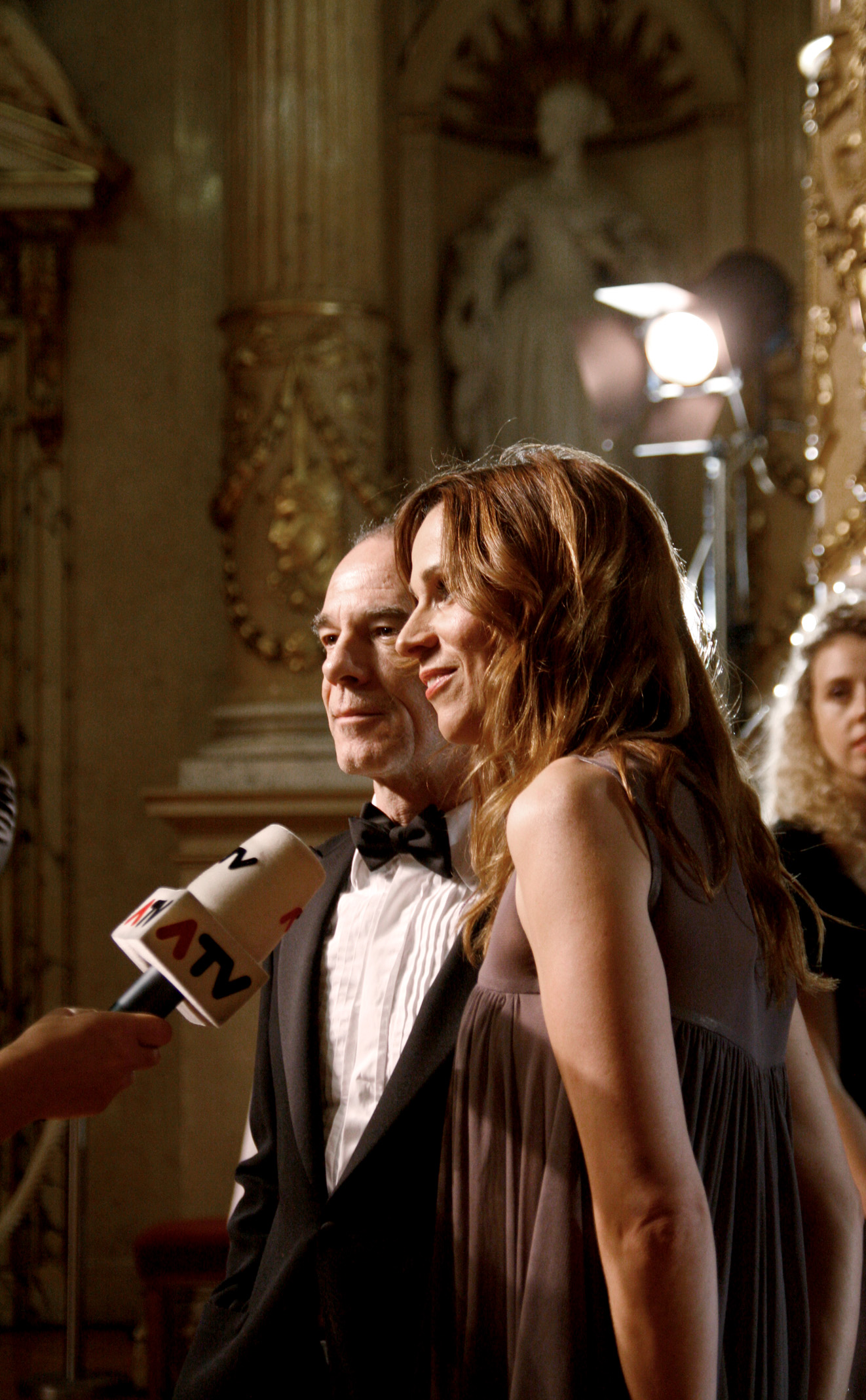
Doris Schretzmayer junto con su colega Martin Wuttke en el Burgtheater de Viena con motivo de la concesión del Premio Nestroy de teatro en 2010

Doris Schretzmayer nació en Tulln an der Donau, Baja Austria, el 31 de mayo de 1972. En 1998 protagonizó, en el papel de Lisa Engel, la serie de televisión Los misterios de Mondsee ( Die Neue - Eine Frau mit Kaliber ).
En 2014, estuvo entre las protagonistas, junto a Manuel Rubey y Bernadette Heerwagen, de la película dirigida por Marie Kreutzer Gruber geht, donde interpretó el papel de Kathi. Este papel le valió una nominación a mejor actriz en el premio Romy en 2015.

## Filmografía

### Cine
- Fink fährt ab, dirigida por Harald Sikeritz (1999)
- Ternitz, Tennessee, dirigida por Mirjam Unger (2000)
- Qué hacer en caso de incendio , dirigida por Gregor Schnitzler (2001)
- Die ganze Nacht - cortometraje (2002)
- Besser geht's noch! - cortometraje (2002)
- Halbe Miete (2002)
- Eierdiebe (2003)
- Stadt als Beute (2005)
- Bum-Bum - cortometraje (2006)
- Die Vaterlosen, dirigida por Marie Kreutzer (2011)
- Spanien (2011)
- Gruber geht, dirigida por Marie Kreutzer (2014)
- Die dunkle Seite des Mondes (2015)
- Solness (2015)
- Was hat uns bloß so ruiniert (2016)
- Die Migrantigen (2016)

### Televisión
- Freunde fürs Leben - serie TV (1992)
- Tatort - serie TV, episodio 01x338 (1996)
- Kaisermühlen Blues - serie TV, episodio 04x02 (1996)
- Vergewaltigt - Das Ende einer Liebe - film TV, regia di Susanne Zanke (1998)
- I misteri di Mondsee (Die Neue - Eine Frau mit Kaliber) - serie TV, 14 episodi (1998-1999)
- Der Erlkönig - Auf der Jagd nach dem Auto von morgen - film TV (1999)
- Polizeiruf 110 - serie TV, episodio 28x07 (1999)
- Der Bulle von Tölz - serie TV, episodio 01x22 (1999)
- Rosamunde Pilcher - Möwen im Wind - film TV (1999)
- Die Todeswelle - Eine Stadt in Angst - film TV (2000)
- SOKO 5113 - serie TV, episodio 19x12 (2000)
- Die Verbrechen des Professor Capellari - serie TV, episodio 01x06 (2000)
- Victor, l'angelo custode - serie TV, episodio 01x01 (2001)
- Die Kumpel - serie TV, episodio 01x01 (2001)
- Das verräterische Collier - film TV (2002)
- Wolff - Un poliziotto a Berlino - serie TV, episodio 11x01 (2002)
- Il commissario Zorn - serie TV, episodi 02x05-03x05 (2002-2003)
- Denninger - Der Mallorcakrimi - serie TV, episodio 01x05 (2003)
- L'uomo impossibile - serie TV, episodio 01x02 (2003)
- Antonia 2: Lacrime in paradiso - film TV (2003)
- Broti & Pacek - irgendwas ist immer - serie TV, episodio 02x11 (2003)
- Il commissario Rex - serie TV, episodio 09x06 (2004)
- Die Rosenheim-Cops - serie TV, episodio 03x04 (2004)
- Der letzte Zeuge - serie TV, episodio 06x03 (2004)
- Abschnitt 40 - serie TV, episodio 03x01 (2005)
- Agathe kann's nicht lassen - serie TV, episodio 01x02 (2005)
- Familie Sonnenfeld - serie TV, episodi 01x02-01x03 (2006)
- Balko - serie TV, episodio 08x04 (2006)
- Rosa Roth - serie TV, episodio 01x21 (2006)
- Alerta Cobra - serie TV, episodio 09x02 (2006)
- Die Ohrfeige - film TV (2006)
- Im Namen des Gesetzes - serie TV, episodio 11x02 (2006)
- Polly Adler - serie TV, episodio 01x03 (2008)
- Tom Turbo - serie TV, 1 episodio  (2009)
- Detektiv wider Willen - film TV (2009)
- Kottan ermittelt: Rabengasse 3a - film TV (2009)
- Jeder Mensch braucht ein Geheimnis - film TV (2010)
- Die Zeit der Kraniche - film TV (2010)
- Richard Brock: Sulle tracce del male - film TV (2010)
- Last Cop - L'ultimo sbirro - serie TV, episodio 02x13 (2011)
- Braunschlag - serie TV, episodi 01x06-01x07 (2012)
- Lost & Found - film TV (2013)
- Die Bergretter - serie TV, episodio 05x03 (2013)
- Die Kraft, die Du mir gibst - film TV (2014)
- Die Toten vom Bodensee - film TV (2014)
- Die Toten vom Bodensee: Familiengeheimnis - film TV (2015)
- Marie Brand und die rastlosen Seelen - film TV (2016)
- Landkrimi: Höhenstrasse - film TV (2016)

## Premios y nominaciones
- 2015: Nominación como mejor actriz al Premio Romy por Gruber geht